# 게리 홀 주니어
게리 홀 주니어(Gary Hall Jr., 본명: 게리 웨인 홀 주니어, Gary Wayne Hall Jr., 1974년 9월 26일 ~ )는 1996년, 2000년, 2004년 올림픽에서 미국을 대표하여 10개의 올림픽 메달(금 5개, 은메달 3개, 동메달 2개)을 획득한 미국의 전직 수영 선수이다. 그는 두 개의 계주 종목에서 전 세계 기록 보유자이다. 홀은 대회 전 "프로 레슬링 같은" 장난으로 잘 알려져 있다. 권투 반바지와 가운을 입고 수영장 데크 위로 자주 뽐내고, 섀도우 복싱을 하고 청중을 위해 몸을 구부린다.

## 같이 보기
- 올림픽 다관왕 목록
- 올림픽 수영 남자 메달리스트 목록
- 수영 계영 400m 세계 기록 추이
- 수영 혼계영 400m 세계 기록 추이